# حزب جامعه مدنی استان همدان

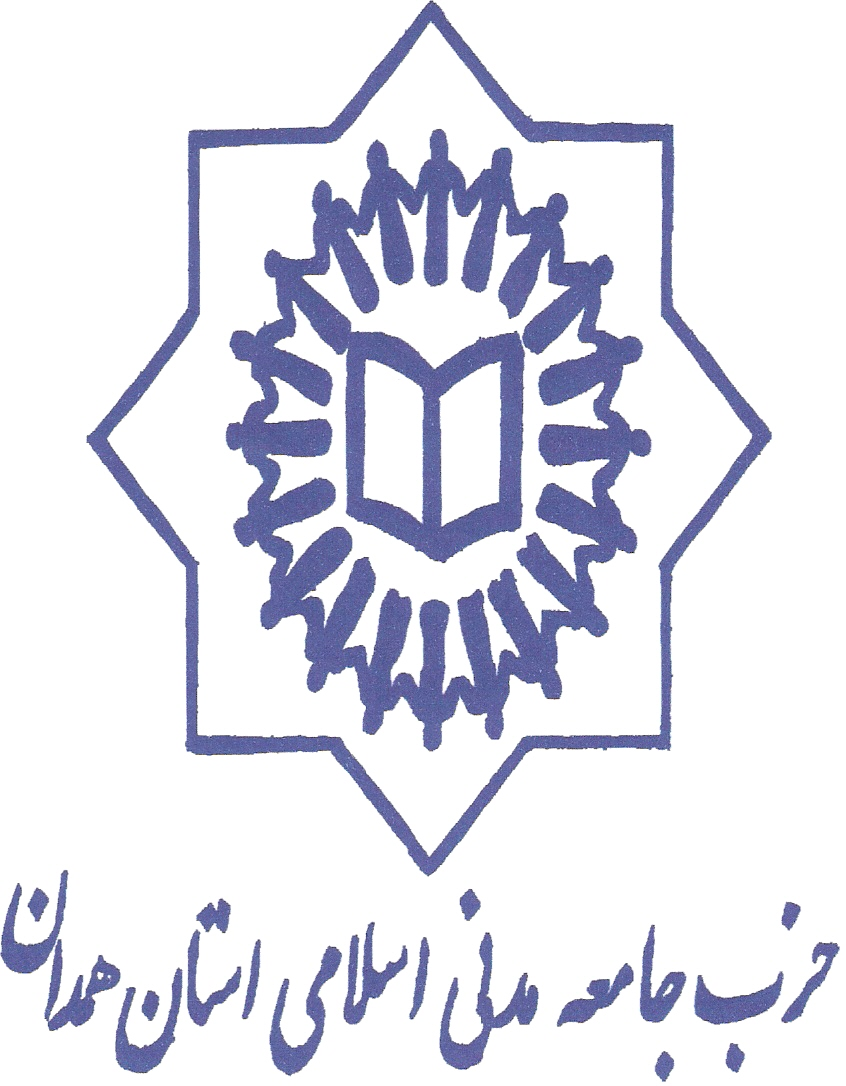

حزب جامعهٔ مدنی استان همدان از احزاب اصلاح‌طلب فعال در استان همدان است. دبیرکل این حزب، حسین مجاهد است و پیمان زیرکی، جواد وفایی و معصومه چراغی از دیگر اعضای شورای مرکزی این حزب هستند.
در جریان بعد از انتخابات خرداد ۱۳۸۸، بسیاری از اعضای این حزب، از جمله دبیرکل و اعضای شورای مرکزی این حزب، دستگیر شدند.